# Somianka
Somianka – wieś w Polsce położona w województwie mazowieckim, w powiecie wyszkowskim, w gminie Somianka. Ma status sołectwa.

## Części wsi
| SIMC    | Nazwa     | Rodzaj    |
| ------- | --------- | --------- |
| 0520314 | Pod Lasem | osada     |
| 0520290 | Struga    | część wsi |

## Historia
W 1903 w części wsi (Strudze) zakończył się pierwszy w historii polskiego sportu motorowego rajd motocyklowy, który startował z Radzymina.
Miejscowość jest obecnie siedzibą gminy Somianka. W latach 1975–1998 miejscowość administracyjnie należała do województwa ostrołęckiego. W 2023 r. zniesiono nazwę wsi Somianka-Parcele włączając jej teren do wsi Somianka.

## Kościół
W miejscowości znajduje się kościół, który jest siedzibą parafii św. Stanisława. W strukturze kościoła rzymskokatolickiego parafia należy do metropolii białostockiej, diecezji łomżyńskiej, dekanatu Wyszków.

## Osoby
Z Somianką związani są Mieczysław Żemojtel oraz Anna Kowalska, którzy w 1942 roku zostali zamordowani przez Niemców. W 2023 roku upamiętnieni w ramach projektu Zawołani po imieniu.
Z gminy pochodzi Jarosław Kalinowski – aktualny europoseł i były wicemarszałek sejmu RP i były prezes PSL. W latach 1990–1997 był wójtem gminy Somianka, od czego zaczęła się jego kariera polityczna.